# Burt Kennedy
Burt Kennedy (Muskegon, Michigan, 3 de setembro de 1922 - Sherman Oaks, Califórnia, 15 de fevereiro de 2001) foi um roteirista e cineasta norte-americano, principalmente de faroestes.

## Vida e carreira
Filho de atores do vaudeville, Kennedy participava das apresentações da família desde os quatro anos. Em 1942, alistou-se no Exército e serviu na campanha do Pacífico até voltar para casa em 1946, com diversas medalhas no peito. Depois de escrever comédias de faroeste para o rádio, foi contratado pela Batjac, produtora de John Wayne, para desenvolver roteiros, atividade em que logo se distinguiu. São muito apreciados seus trabalhos para os famosos faroestes de Randolph Scott, dirigidos por Budd Boetticher: Seven Men from Now, The Tall T, Ride Lonesome e Comanche Station.
Kennedy estreou na direção em 1961, com o mal recebido The Canadians. Ele, então, voltou-se para a televisão, onde escreveu roteiros para as telesséries The Lawman, The Virginian e Combat!, entre outras. Voltou a dirigir para o cinema em 1963 e já em seguida obteve sucesso com The Rounders, sobre cowboys contemporâneos. O humor mostrado nessa produção está em outras de suas principais realizações, como Support Your Local Sheriff! e Support Your Local Gunfighter. Entretanto, seu melhor filme como diretor talvez seja outro faroeste, Welcome to Hard Times, uma intrigante história moral, adaptada de obra de E. L. Doctorow. De forma gradativa, porém, seus filmes foram se tornando quase paródias do gênero.
De meados da década de 1970 em diante, dedicou-se quase integralmente à televisão, onde dirigiu muitos longas-metragens e episódios para séries variadas. Seu último trabalho foi o pouco visto Comanche, um drama ambientado no Velho Oeste sobre o único soldado sobrevivente da batalha de Little Big Horn.
Burt Kennedy faleceu em 2001, de câncer.

## Filmografia (diretor)
| Ano  | Nome original                       | Nome PT/BR                      | Nome PT/PT                     | Notas             |
| ---- | ----------------------------------- | ------------------------------- | ------------------------------ | ----------------- |
| 1961 | The Canadians                       | Heróis da Polícia Montada       |                                | Também roteirista |
| 1964 | Mail Order Bride                    | Os Briguentos                   | Os Turbulentos de Montana      | Também roteirista |
| 1965 | The Rounders                        | Ginetes Intrépidos              | Dois Incorrigíveis Teimosos    |                   |
| 1965 | The Money Trap                      | Dinheiro É Armadilha            | A Tentação do Dinheiro         |                   |
| 1966 | Return of the Seven                 | A Volta dos Sete Magníficos     | O Regresso dos Sete Magníficos |                   |
| 1967 | Welcome to Hard Times               | O Homem com a Morte nos Olhos   | O Homem com a Morte nos Olhos  | Também roteirista |
| 1967 | The War Wagon                       | Gigantes em Luta                | Assalto ao Carro Blindado      |                   |
| 1969 | The Good Guys and the Bad Guys      | Basta, Eu Sou a Lei             |                                |                   |
| 1969 | Young Billy Young                   | O Pistoleiro Marcado            | Vingança no Arizona            | Também roteirista |
| 1969 | Support Your Local Sheriff          | Uma Cidade contra o Xerife      |                                |                   |
| 1970 | Dirty Dingus Magee                  | O Mais Perigoso dos Bandidos    | Que Belo Patife!               |                   |
| 1971 | Hannie Caulder                      | Hannie Caulder                  |                                | Também roteirista |
| 1971 | The Deserter                        | A Crista do Diabo               | O Caminho da Aventura          |                   |
| 1971 | Support Your Local Gunfighter       | Latigo, O Pistoleiro            | Pistoleiro Precisa-se          |                   |
| 1973 | The Train Robbers                   | Os Chacais do Oeste             | O Trunfo É Perder              | Também roteirista |
| 1974 | Sidekicks                           |                                 |                                | Telefilme         |
| 1974 | All the Kind Strangers              | Todos Muito Estranhos           |                                | Telefilme         |
| 1974 | Shootout in a One-Dog Town          | Uma Cidade Cruel                |                                | Telefilme         |
| 1976 | The Killer Insede Me                |                                 |                                |                   |
| 1977 | How the West Was Won                |                                 |                                | Minissérie        |
| 1977 | The Rhinemann Exchange              | Operação Rhinemann              |                                | Minissérie        |
| 1978 | Kate Bliss and the Ticker Tape Kid  |                                 |                                | Telefilme         |
| 1979 | The Wild Wild West Revisited        |                                 |                                | Telefilme         |
| 1980 | Wolf Lake                           | Ódio Assassino                  |                                | Também roteirista |
| 1980 | More Wild Wild West                 |                                 |                                | Telefilme         |
| 1986 | Louis L'Amour's Down the Long Hills | Perdidos na Montanha Selvagem   |                                | Telefilme         |
| 1987 | The Alamo: Thirteen Days to Glory   | Álamo: Treze Dias para a Glória |                                | Telefilme         |
| 1987 | The Trouble with Spies              | Agente Zero Zero Nada           | Sarilhos com Espiões           | Também roteirista |
| 1988 | Once Upon a Texas Train             | De Volta para o Oeste           |                                | Telefilme         |
| 1988 | Where the Hell's That Gold?!!?      |                                 |                                | Telefilme         |
| 1990 | Big Bad John                        | Big Bad John, O Herói           |                                | Também roteirista |
| 1991 | Suburban Commando                   | Comando Suburbano               |                                |                   |
| 2000 | Comanche                            |                                 |                                | Também roteirista |